# 안티오키아의 이그나티오스
안티오키아의 이그나티오스(고대 그리스어:  Ἰγνάτιος Ἀντιοχείας 이그나티오스 안티오키아스[*], 35년경 - 107년경)는 초기 기독교의 속사도 6인중에 한 사람이며 순교자로서 안티오키아 주교이다. ‘하느님을 공경하는 자’라는 뜻의 고대 그리스어 이그나티오스 호 테오포로(Ιγνάτιος ὁ Θεοφόρο)라고도 알려져 있다. 그는 안티오키아에서 로마로 압송되어 가는 도중에 일곱 편의 서간을 썼다. 이그나티오스의 서간들은 사도 교부 시대의 것으로 간주되며, 초기 기독교 신학의 좋은 예가 되고 있다. 이들 서간의 주요 주제는 교회론과 성사(성례), 주교(감독)의 역할 등이다. 그는 교회와 주교(감독)의 권위를 논하면서 처음으로 보편교회의 의미인 ‘가톨릭교회’라는 용어를 사용한 교부이다.

## 생애
이그나티오스(이냐시오)는 어린 나이에 기독교로 개종했다. 전승에 의하면, 그는 친구인 폴리카르포와 함께 사도 요한의 제자라고 전해진다. 만년에 이그나티오스는 안티오케이아의 주교로 선출되어 사목했다. 4세기 교회 역사학자 에우세비오는 그가 에보디오의 뒤를 이어 주교가 됐다고 썼다.
퀴로스의 테오도레토는 사도 베드로가 안티오케이아를 떠나면서 직접 이그나티오스를 주교로 서품하고 안티오케이아 주교에 임명했다고 주장했다. 이그나티오스는 스스로 테오포로(하느님을 공경하는 자)라고 자칭했다. 그가 예수가 안고 축복한 어린이들 중 한 사람이었다는 전승도 전해지고 있다.
이그나티오스는 로마 황제 트라야누스 시대에 기독교를 전파한다는 죄목으로 체포되어 재판을 받기 위해 로마로 갔다.
저는 시리아에서 로마까지 가면서 열 마리의 표범, 곧 군인들에게 묶인 채 육지에서나 바다에서나 밤이나 낮이나 그 맹수들과 싸우고 있습니다. 그자들은 대접을 받으면 더욱 악해집니다.— 이그나티오스가 로마인들에게 보낸 서간 5,1.

로마로 압송되어 가는 길에 이그나티오스는 소아시아의 여러 지역을 들렀다. 이그나티오스는 자신이 들른 지역의 교회들에게 보내는 여섯 편의 서간을 썼고, 나머지 서간 한 편은 동료 주교인 스미르나의 폴리카르포에게 썼다. 에우세비오는 저서 연대기에서 이그나티오스가 아브라함 이후 2124년, 즉 서기 10년 트라야누스 재위 11년에 선종했다고 기록했다.
이그나티오스 스스로도 자신이 맹수들에게 던져질 것이라고 예감하는 글을 썼지만, 구체적으로 4세기에 예로니모가 사자라고 언급했다. 요한네스 크리소스토모스는 이그나티오스가 순교한 장소가 콜로세움이라고 처음 언급했다.
학계의 추측에 따르면, 이그나티오스는 키르쿠스 막시무스에서 순교했으며, 그의 유해는 동료들에 의해 안티오케이아로 옮겨져 성문 밖에 매장되었다고 한다. 이후 테오도시우스 2세 황제가 티카에움에 있는 튀케 신전을 성당으로 개축해 축성하게 한 다음 이그나티오스의 유해를 이곳으로 가져와 안장했다. 637년 이그나티오스의 유해는 다시 로마에 있는 산 클레멘테 성당으로 이장되었다.

## 같이 보기
- 사도전승
- 사도 시대
- 속사도
- 가톨릭
- 이냐시오 데 로욜라

## 참조
1. ↑  David Hugh Farmer (1987), 〈Ignatius of Antioch〉, 《The Oxford Dictionary of the Saints》, New York: Oxford University Press, 220쪽, ISBN 9780191036736
2. ↑  Owen F. Cummings (2005), 《Eucharistic Doctors: A Theological History》, Paulist Press, 7쪽, ISBN 9780809142439
3. ↑  Andrew Louth, 편집. (2016), 《Genesis 1-11》, InterVarsity Press, 193쪽, ISBN 9780830897261
4. ↑  Thurston, Herbert. "Catholic." The Catholic Encyclopedia. Vol. 3. New York: Robert Appleton Company, 1908. 28 June 2016 http://www.newadvent.org/cathen/03449a.htm.
5. ↑  Foley, Leonard O.F.M., "St. Ignatius of Antioch", Saint of the Day, (revised by Pat McCloskey O.F.M.), Franciscan Media
6. ↑  Historia Ecclesiastica, 3권 22장
7. ↑  나를 맹수의 먹이가 되게 버려두십시오. 나는 그것을 통해서 하느님께 갈 수 있는 것입니다. 나는 하느님의 밀입니다. 나는 맹수의 이빨에 갈려서 그리스도의 깨끗한 빵이 될 것입니다. 오히려 맹수들을 유인해서 그들이 나의 무덤이 되게 할 뿐 아니라 최후 잠듦에 있어 아무에게도 폐가 되지 않게 맹수들이 내 몸의 어떤 부분도 남겨두지 말도록 해주기 바랍니다. 세상이 내 몸을 볼 수 없을 때, 나는 예수 그리스도의 참다운 제자가 되는 것입니다. 이 맹수라는 도구를 통해서 내가 하느님께 봉헌된 희생이 될 수 있도록 그리스도께 기도해주십시요. - 로마 4,1-2
8. ↑  Sailors, Timothy B. “Bryn Mawr Classical Review: Review of The Apostolic Fathers: Greek Texts and English Translations”. 2011년 6월 7일에 원본 문서에서 보존된 문서. 2017년 1월 13일에 확인함.